# Koliáki
Koliáki (Koliaki) är en ort i Grekland.   Den ligger i prefekturen Nomós Argolídos och regionen Peloponnesos, i den sydöstra delen av landet, 70 km sydväst om huvudstaden Aten. Koliáki ligger 362 meter över havet och antalet invånare är 168.
Terrängen runt Koliáki är huvudsakligen kuperad, men åt nordost är den platt. Havet är nära Koliáki åt nordost.  Närmaste större samhälle är Palaiá Epídavros, 5,1 km norr om Koliáki. 